# Conferencia de las Naciones Unidas sobre el Cambio Climático de 2013

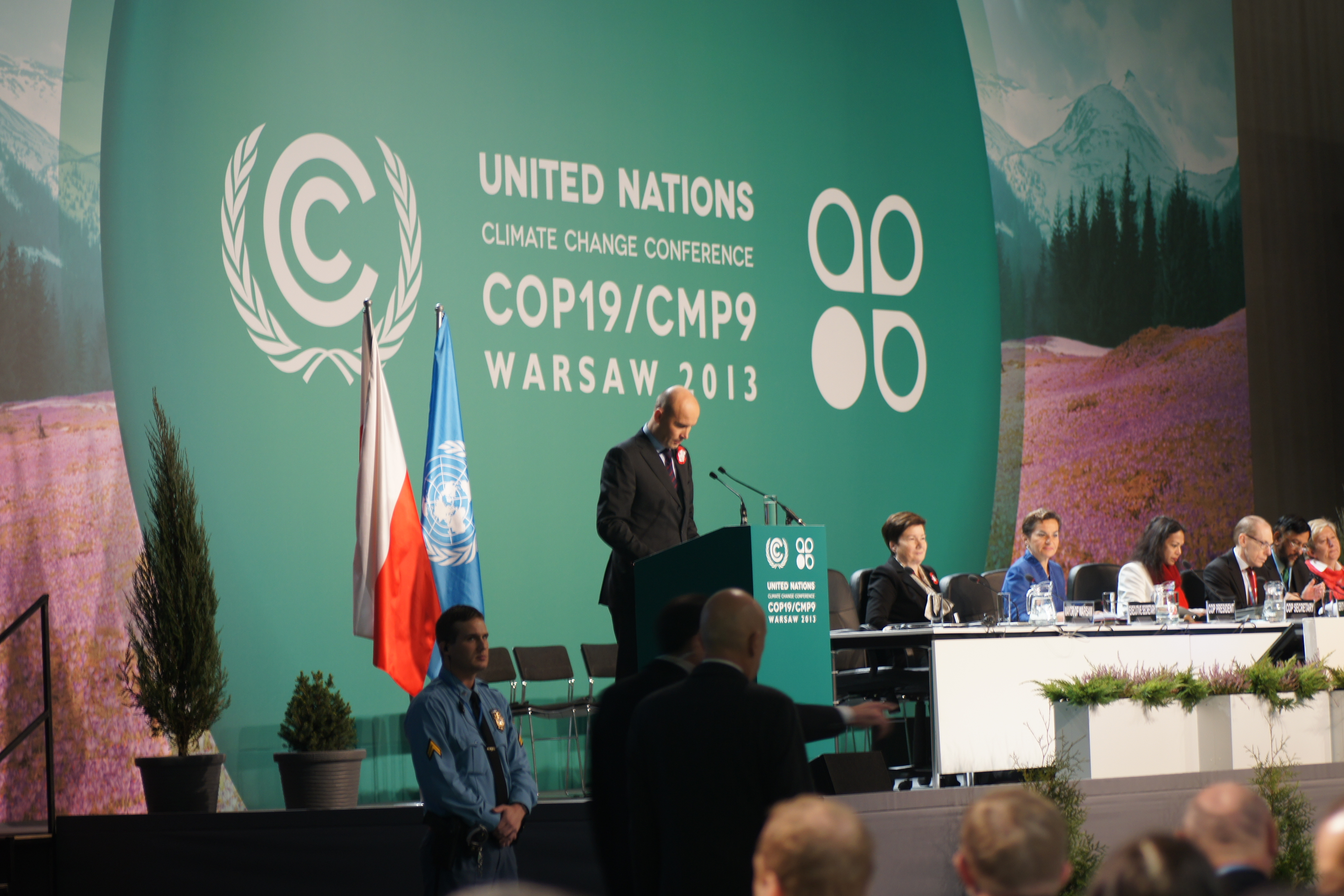
Apertura de la COP19, 11 de noviembre de 2013

La XIX Conferencia Internacional sobre Cambio Climático, COP19 o CMP9 fue realizada en la ciudad de Varsovia, Polonia del 11 al 23 de noviembre de 2013. Esta es la decimonovena sesión anual de la Conferencia de las Partes (COP19) de la Convención Marco de las Naciones Unidas sobre el Cambio Climático (CMNUCC), y la novena sesión de la Junta de las Partes (CMP 9) al Protocolo de Kioto sobre el cambio climático de 1997. Los delegados de la conferencia continúan las negociaciones hacia un acuerdo global del clima. El ministro del medio ambiente de Polonia, Marcin Korolec, presidió el evento.
La conferencia llevó al acuerdo que todos los Estados deberían eliminar las emisiones tan pronto como fuere posible, pero preferentemente para el primer trimestre del 2015. También se propuso el Mecanismo de Varsovia.

## Antecedentes
Varios acuerdos estuvieron presentes en las pláticas, como los créditos no utilizados de la fase uno del Protocolo de Kioto, mejoras a varios de los mecanismos de la CMNUCC, y el refinamiento de la medición, reporte y verificación de emisiones de gases invernadero (GEI). Los delegados se enfocarían en las condiciones potenciales del acuerdo final global sobre cambio climático que se espera se ratifique en el año 2015 en la Conferencia de París

## Localidad y participación

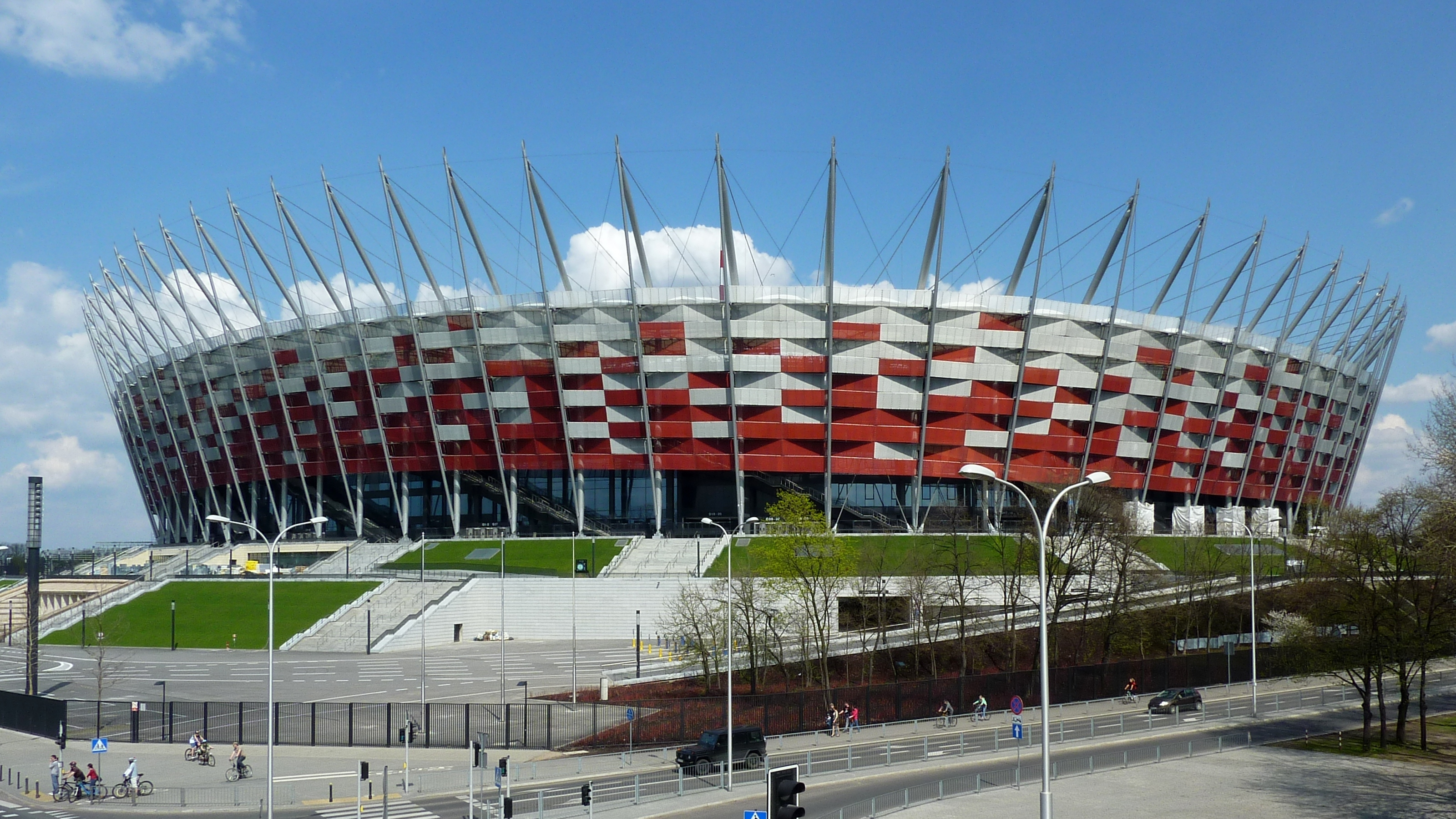
El Estadio Nacional de Polonia en Varsovia, la principal sede de la conferencia

La localidad donde se efectúan las charlas de la CMNUCC se rotan por diferentes regiones de los países que conforman las Naciones Unidas. En el 2013, Varsovia, que es la capital y mayor ciudad de Polonia, fue escogida para representar al Grupo de Europa Oriental en la Presidencia del COP19.
La elección de Polonia ha sido criticada por organizaciones ambientalistas, incluyendo Greenpeace, debido a la falta de compromiso para reducir su uso de combustibles fósiles y el incremento del uso de energía renovable. En el año 2013, 88% de la energía eléctrica de Polonia se extraía del carbón, comparado al 68% promedio global a partir de combustibles fósiles. Sus autoridades habían estado bloqueando propuestas de la Unión Europea para actuar de forma más efectiva contra el calentamiento global. Actuando en forma individual y en contra de otros Estados de la Unión Europea, Polonia bloqueó en el año 2011 una propuesta para metas de emisión para el año 2050, y su ministro de energía Marcin Korolec, presidente de la conferencia, se declaró escéptico acerca de la estrategia de la Unión Europea de liderar por medio del ejemplo.
192 delegaciones gubernamentales estuvieron presentes en el evento, incluyendo a la Santa Sede y Palestina quienes asistieron en calidad de observadores. Cuatro países que se encuentran entre los más vulnerables al cambio climático fueron representados por sus presidentes o primeros ministros: Tuvalu, Nauru, Etiopía, y Tanzania. La participación en el evento fue de 8 375 personas incluyendo 4 022 delegados gubernamentales, 3 695 representantes de agencias y grupos de las Naciones Unidas, organizaciones intergubernamentales y organizaciones no gubernamentales, y 688 miembros de los medios de comunicación.

## Negociaciones

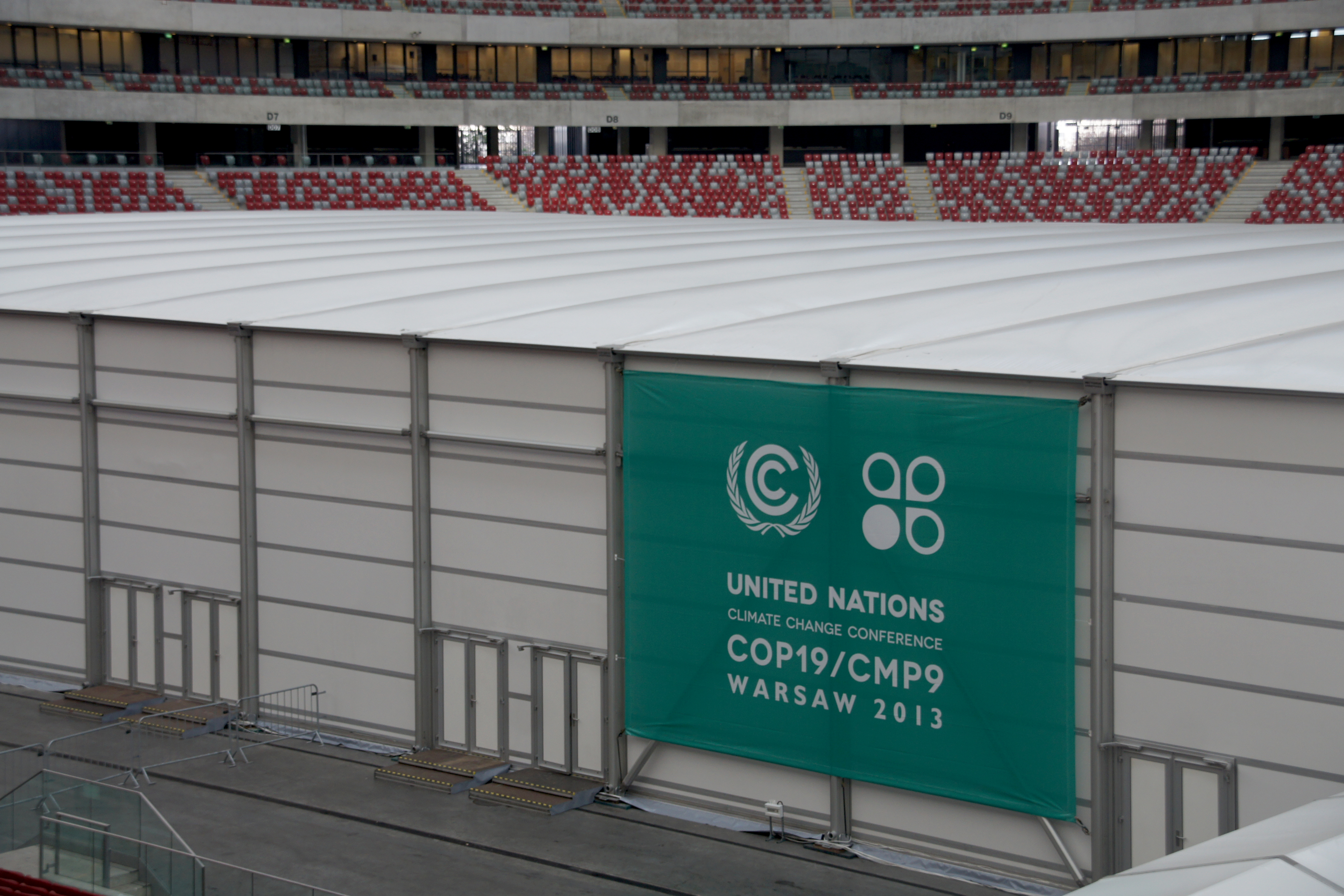
La COP19 por dentro

La meta principal de la conferencia es la de reducir emisiones de gases de efecto invernadero (GEI) para limitar el aumento de la temperatura a 2 grados centígrados arriba de los niveles actuales. De acuerdo con la Secretaria Ejecutiva de la CMNUCC, Christiana Figueres, “La emisiones globales de gases de efecto invernadero necesitan llegar a su punto más alto durante la actual década, y llegar a cero emisiones netas para la segunda parte de este siglo... Los gobiernos nacionales necesitan actuar para minimizar los impactos hacia sus poblaciones y asegurar el desarrollo sustentable por generaciones. El sector privado necesita actuar para minimizar el riesgo climático y tomar la oportunidad. Y el proceso internacional debe de comenzar a construir los cimientos para un ambicioso acuerdo universal de cambio climático en el 2015.”
Energía limpia, y específicamente el financiamiento y transferencia de tecnología de recursos renovables en países de desarrollo, serán temas de gran importancia durante la conferencia. El ministro de India del medio ambiente comentó antes de las charlas que “El hito más importante sería que el financiamiento y capitalización del Fondo Verde para el Clima, el cual no ha ocurrido hasta ahora... Los países desarrollados que han realizado el compromiso anteriormente han comenzado a charlar acerca de fuentes alternativas para percibir estos fondos, mientras dentro de nuestros puntos de vista estos son compromisos de la COP.”
Los acuerdos en la Conferencia de Copenhague formalizaba la creación de un Fondo de Energía Limpia de US$100 mil millones para el año 2020 para asistir a los países en vías de desarrollo para generar energía, mientras que sólo US$7.5 millones han sido comprometidos en junio de 2013.
La transferencia de tecnología y la compartición de propiedad intelectual entre países industrializados y países en desarrollo era uno de los puntos de las charlas de Varsovia Históricamente, estas discusiones se detienen por desacuerdos sobre el precio y mecanismos de compartición de la propiedad intelectual, y entonces se esperan que se logren nuevos métodos para realizar esto dentro la conferencia de Varsovia.
Un estancamiento alrededor de las charlas ha sido por la insistencia de los delegados de los Estados Unidos para China, e India para que se realicen compromisos de reducción de emisiones, mientras que los delegados chinos e indios arguyen que los fondos de los países industrializados se necesitan antes de que se puedan lograr estas reducciones sin impactar la tasa de crecimiento del PIB
India y Arabia Saudí bloquearon un acuerdo que prevendría la generación de hasta cien mil millones de toneladas métricas de dióxido de carbono equivalente a las emisiones a realizarse hacia el 2050. Un párrafo clave en la resolución que hubiera acelerado la cooperación internacional bajo el Protocolo de Montreal fue reportado como borrado de último minuto.
Las muertes, daños y destrucción causados por el Tifón Haiyan fueron mencionados durante las charlas del día de inauguración. En respuesta a los daños ocasionados por el tifón y los cambios climáticos en general, Naderec Saño, líder negociador de la delegación de las Filipinas, recibió una ovación por anunciar que “En solidaridad a mis compatriotas que han sufrido para conseguir alimentos, anuncio que hoy comenzaré un ayuno voluntario por el efecto del clima. Esto significa que voluntariamente me abstendré de comer alimentos durante este COP, hasta que un resultado significativo esté a la vista.”
El 21 de noviembre tuvo lugar el primer Diálogo de Ciudades y Sub-nacionales . Ésta consistió en la reunión de ministros selectos, alcaldes, líderes sub-nacionales, y representantes de la sociedad civil para discutir la mitigación y adaptación de los acuerdos globales a nivel local.

### Abandono de la Conferencia
El último día de la conferencia, varias ONG ambientales como lo son WWF, Oxfam, ActionAid, CIS, Amigos de la Tierra, y Greenpeace abandonaron la conferencia. Las organizaciones enviaron un comunicado conjunto que expresa: “Las organizaciones y movimientos que representan a la gente de cada rincón de la Tierra han decidido que el mejor uso de nuestro tiempo es el de voluntariamente retirarse de las charlas climáticas de Varsovia... La Conferencia sobre el Clima de Varsovia, que debería haber sido un paso importante en la transición justa hacia un futuro sostenible, está en la vía de no conseguir prácticamente nada.”

### Conclusión
La conferencia culminó un día después de lo esperado para alcanzar un consenso. Los Estados miembros acordaron trabajar para frenar las emisiones tan pronto como fuere posible, con la idea de establecer una meta para el primer trimestre del 2015.
Las charlas continuaron acerca de la ayuda que los países desarrollados harían para reducir las emisiones de los países en vías de desarrollo. Habiendo prometido previamente US$100 mil millones por año después del 2020, más allá de los US$10 mil millones al año entre 2010 y 2012. El borrador de la resolución de la conferencia, sólo mencionó incrementar los niveles de ayuda. Además se propuso el Mecanismo de Varsovia, que proporcionaría conocimiento, y probablemente ayuda, de las naciones desarrolladas para hacer frente a las pérdidas y los daños a partir de situaciones extremas de la naturaleza como son olas de calor, sequías e inundaciones y amenazas tales como la elevación de los niveles marítimos y la desertificación.

## Crítica

### Organizadores
Los organizadores de la COP19 fueron fuertemente criticados por difundir comentarios en un blog en línea en el inicio de la conferencia acerca de las ventajas del derretimiento del hielo en el Ártico, enunciando que “podríamos construir nuevas plataformas de perforación y extraer recursos naturales bajo el fondo del mar”, así como también escribir “Perseguir piratas, terroristas y ecologistas que estén merodeando.” Enunciados que causaron la indignación internacional.
Los organizadores del ministerio de economía de Polonia fueron fuertemente criticados por ser coanfitriones de un evento con la Asociación Mundial de Carbón junto a la conferencia de la CMNUCC. Esto fue visto como una provocación en contra de cambiar los insumos energéticos en Polonia.
La destitución del presidente de la conferencia Marcin Korolec de su posición en el gabinete como ministro del medio ambiente durante las negociaciones ha sido visto por los delegados como una señal más de la falta de compromiso de parte de Polonia para realizar acciones globales progresistas acerca del calentamiento mundial. El primer ministro polaco Donald Tusk comentó que la destitución tuvo que ver con la necesidad de realizar una aceleración de las operaciones con el gas de lutita.

### Países industrializados
La Agencia Internacional de la Energía insta continuamente a los países industrializados a reducir los subsidios a los combustibles fósiles. Se espera que estas acciones relacionadas con los subsidios no serán realizadas.